# Egon Koepsch
Egon Koepsch (ur. 27 października 1891, zm. 26 listopada 1976) – niemiecki pilot, as lotnictwa Luftstreitkräfte z 9 zwycięstwami w I wojnie światowej.
Od 2 października 1917 roku po przejściu przeszkolenia w Fliegerabteilung 256 (Artillerie) Egon Koepsch służył w Jagdstaffel 4, w której pozostał do końca wojny. W okresie od 20 października do 4 listopada 1918 roku został skierowany do Jagdstaffel 11 na stanowisko dowódcy z zastępstwie Ericha von Wedla. Pod nieobecność Ernsta Udeta w okresie od 19 września do 22 października pełnił funkcję dowódcy Jasta 4.
Egon Koepsch odniósł zwycięstwa nad dwoma asami myśliwskimi, kanadyjskim Kennethem Junorem oraz brytyjskim Johnem Doyle.
Latał na samolocie Fokker D.VII.